# Temperaturmessfarben

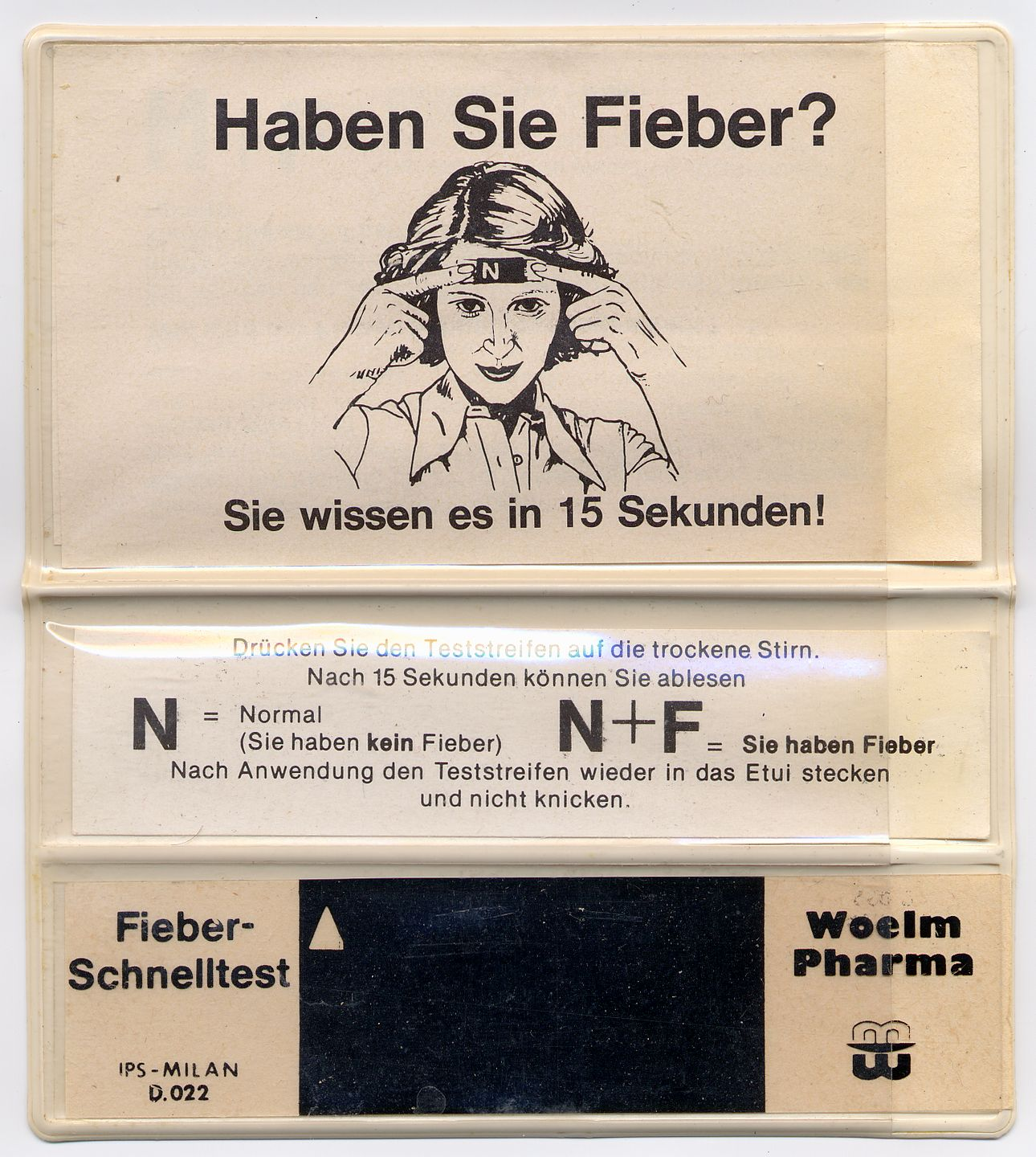
Fieber-Schnelltest-Streifen mit Thermochromfarbstoff

Temperaturmessfarben (auch thermochromatische Farben oder Thermochromfarben genannt, engl. TSP für temperature sensitive painting) sind Beschichtungswerkstoffe, welche Temperaturveränderungen durch Farbumschlag beziehungsweise Farbveränderung anzeigen.
Die verwendeten Pigmente sind Komplexsalzverbindungen. Durch Temperaturveränderung wird so zum Beispiel aus Weiß ein Grün oder aus Schwarz Türkis.
Die Anwendung erfolgt üblicherweise durch Abstrich per Farbstift auf warmen oder heißen Gegenständen oder durch Lackauftrag auf den noch kalten Untergrund. So kann zum Beispiel durch Auftragen auf heiße Maschinenteile die Temperaturverteilung auf deren Oberfläche sichtbar gemacht werden. Weiterhin können Temperaturmessfarben durch Aufdruck als Sicherheitsmerkmal auf Geldscheinen, Eintrittskarten o. ä. sowie zur Effektgestaltung beispielsweise bei Berührung von Werbematerialien oder als einfache Form eines Thermometers dienen.
Neben Thermochromfarben gibt es Beschichtungen, die die Phänomene der Photochromie (Reaktion auf Licht) und der Hydrochromie (Reaktion auf Feuchtigkeit) nutzen.